# Lisa Marie Söder
Lisa Marie Söder (* 21. September 2002) ist eine deutsche Kampfsportlerin des Brazilian Jiu-Jitsu.
Söder trainiert im Brazilian Jiu Jitsu ZR Team Greifswald e. V. unter Gamila Kanew. Sie gewann am 16. Oktober 2021 dreifach Gold bei der NAGA Grappling German Championship.
Am 15. Februar nahm sie erstmals bei den IBJJF-Europameisterschaften in Rom teil und gewann die Silbermedaille.